# Barzan Ibrahim al-Tikriti
Barzan Ibrahim El-Hasan al-Tikriti (17. februar 1951 i Tikrit – 15. januar 2007 ved hængning i Bagdad) (også: Barazan Ibrahim al-Tikriti og Barasan Ibrahem Alhassen) (arabisk: برزان إبراهيم الحسن التكريتي) var en af Saddam Husseins halvbrødre og den tidligere leder af Iraks hemmelige tjeneste, Mukhabarat.
Han blev af USA anset for at være medlem af "Saddams beskidte dusin", der var ansvarlig for tortur og drab i Irak. Amerikanske soldater fangede ham den 17. april 2003. Den 5. november 2006 blev han sammen med Saddam og tidligere chefdommer i revolutionsdomstolen, Awad Hamed al-Bandar, dømt til døden ved hængning. Han skulle have været hængt sammen med Saddam men da det den 30. december blev meddelt at Saddam var blevet hængt blev det kort tid efter meddelt at Barzan og Awads henrettelse var udskudt til efter Eid ul-Adha-helligdagene (4. januar 2007). Den 4. januar blev henrettelse udsat igen på grund af internationalt pres.
Den 15. januar blev Barzan henrettet sammen med den tidligere chefdommer ved revolutionsdomstolen, Awad Hamed al-Bander. Under hængningen af Barzan blev hans hoved skilt fra kroppen.